# パチパチBANK
パチパチBANK（ぱちぱちばんく）は、1996年に三星（現、サンセイアールアンドディ）が開発、発売したパチンコ機。権利物（第3種）。

## 概要
- オーソドックスな3回権利物。出玉は約6000発（メーカー発表値）。
- オールマイティ絵柄（鍵）を採用。大当たり絵柄は「1、1、1」～「16、16、16」または「鍵、1、1」～「鍵、16、16」。

## スペック
- 『パチパチBANK』
  - 大当たり確率 1/288
  - 賞球数 7&15

※大当たり確率の値はメーカー発表

## 関連商品
- 『バーチャルシミュレーション　パチンコドリーム』（コナミ、1996年10月18日、プレイステーション用ゲームソフト）